# Ranganandhan Francis
Ranganandhan Francis (ur. 15 marca 1920 w Rangunie, zm. 1 grudnia 1975 w Ćennaj) – indyjski hokeista na trawie. Trzykrotny złoty medalista olimpijski.
Był bramkarzem. Brał udział w trzech igrzyskach (IO 48, IO 52, IO 56), za każdym razem zdobywając złote medale. W trzech turniejach rozegrał pięć spotkań.